# Holen z Vildštejna
Holen z Vildštejna či Vlčtejna nebo také Odolen z Vildštejna byl český šlechtic. Vlastnil hrad Vlčtejn (Vildštejn). Vystupuje pouze na listině z roku 1284 jako přívrženec Záviše z Falkenštejna a ve své rýmované kronice o něm mluví také Otakar Štýrský, který vypráví o dvanácti mladých šlechticích losujících kostkami, kdo uskuteční vraždu krále Václava III. Los údajně padl právě na Holena z Vildštejna a ještě na jednoho nejmenovaného šlechtice. Není však možné, aby Holen roku 1306 patřil mezi mladé šlechtice, jedině že by se jednalo o otce a syna. Jakýkoli důkaz, že Holen vraždu skutečně provedl, však neexistuje.